# 부탄 여자 축구 국가대표팀
부탄 여자 축구 국가대표팀은 부탄을 대표하는 여자 축구 대표팀으로 부탄 축구 연맹에서 관리한다. 2010년 12월 6일 방글라데시와의 첫 국제 경기에서 0-7로 대패했으며 남자 대표팀과 마찬가지로 메이저 대회 출전 경험은 없는 아시아 축구 최약체팀들 중 하나로 손꼽힌다.

## 국제 대회 경력

### SAFF 여자 챔피언십
2010년 첫 출전을 시작으로 2024년까지 7번의 대회에 모두 출전하여 2019년 대회까지 모두 조별리그에 머무르다가 2022년과 2024년 대회에서 4강 진출에 성공하며 2008년 SAFF 남자 챔피언십에서 4강에 오른 남자 대표팀 이후 역대 최고 성적을 거두었다.

### 하계 올림픽
2024년 하계 올림픽 아시아 지역 예선을 통해 처음으로 올림픽 예선에 모습을 드러낸 후 비록 1차 예선에서 우즈베키스탄에 밀려 탈락했지만 서아시아와 아랍계 최강팀인 요르단 그리고 같은 최약체팀인 동티모르를 연달아 꺾고 2승 1패·A조 2위의 나쁘지 않은 성적을 거두었다.

## 기타 국제 대회 경력
사우디아라비아 타이프에서 열린 2023년 SAFF 여자 국제 친선 축구 대회에서 레바논에 이어 준우승을 차지하며 부탄 여자 축구 역사상 국제 대회 역대 최고 성적을 거두었다.

## 성적

### FIFA 여자 월드컵
- 1991년 ~ 2023년: 불참

### AFC 여자 아시안컵
- 1975년 ~ 2022년: 불참

### SAFF 여자 챔피언십
- 2010년 ~ 2019년: 조별리그
- 2022년 ~ 2024년 : 4강

## 역대 감독
| 감독   | 임기        |
| ------ | ----------- |
| 홍경숙 | 2022 ~ 2024 |

## 같이 보기
- 부탄 축구 국가대표팀
- 부탄 축구 연맹

1. ↑  Wangdi, Kencho (2002년 6월 28일). “World Cup 2002: The other final - Bhutan met Montserrat”. 《raonline.ch》. RA Online / Kuensel. 2014년 7월 23일에 확인함.
2. ↑  “Bhutan”. 《national-football-teams.com》. national-football-teams.com. 2015년 3월 16일에 확인함.